# Bouea
Bouea  es un género de plantas con tres especies,  perteneciente a la familia de las Anacardiaceae. Es originario de Centroamérica.

## Taxonomía
El género fue descrito por Carl Meissner y publicado en Plantarum vascularium genera secundum ordines ... 1: 75. 1837. La especie tipo es: Bouea oppositifolia (Roxb.) Adelb.

## Especies aceptadas
- Bouea macrophylla Griff.
- Bouea oppositifolia (Roxb.) Adelb.
- Bouea poilanei Evrard